# Timmerhult
Timmerhult is een plaats in de gemeente Orust in het landschap Bohuslän en de provincie Västra Götalands län in Zweden. De plaats heeft 63 inwoners (2005) en een oppervlakte van 12 hectare.